# Ariana Kukors
Ariana Kukors (ur. 1 czerwca 1989 w Federal Way) – amerykańska pływaczka.
Uczestniczka igrzysk olimpijskich w Londynie (2012) na 200 m stylem zmiennym (5. miejsce).

## Rekordy świata
| Data          | Miejsce | Konkurencja           | Rezultat    | Status                            |
| ------------- | ------- | --------------------- | ----------- | --------------------------------- |
| 26 lipca 2009 | Rzym    | 200 m stylem zmiennym | 2:07,03 min | do 27 lipca 2009                  |
| 27 lipca 2009 | Rzym    | 200 m stylem zmiennym | 2:06,15 min | do 3 sierpnia 2015 Katinka Hosszú |